# Retrato del conde de Fernán Núñez
El Retrato del conde de Fernán Nuñez  es un cuadro de 1803 de Francisco de Goya. Es el pendant o pareja del de su esposa, el Retrato de la condesa de Fernán Núñez.

## Contexto

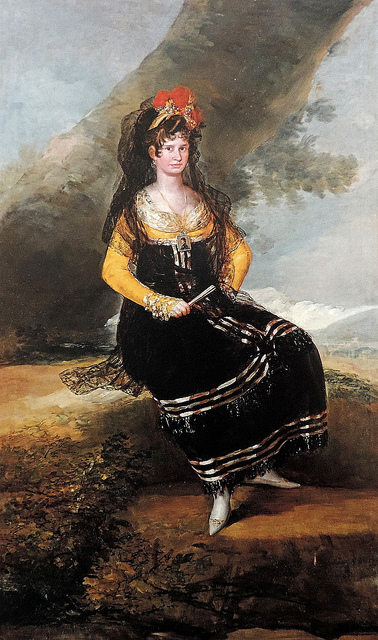
Retrato de la condesa de Fernán Núñez, su esposa.

En los años 1790, Francisco de Goya se había convertido en un pintor de moda, cuyos retratos eran muy solicitados, tanto por la aristocracia como por la alta burguesía madrileña.
Don Carlos Gutiérrez de los Ríos y Sarmiento era el séptimo conde de Fernán Núñez, que se convertiría en duque el 24 de septiembre de 1817. Por su matrimonio con María Vicenta Solís Lasso de Vega, duquesa de Montellano y del Arco, estaba vinculado a la más alta nobleza española. Hijo de embajador y embajador de España él mismo en Londres, desempeñó cargos diplomáticos importantes en el Congreso de Viena, en París y Londres. Amante de la pompa y el boato, su gran habilidad diplomática le granjearía la simpatía y favor de Fernando VII, que lo convertiría en duque. Falleció a los 43 años, de una caída de caballo. 
El cuadro fue realizado por el pintor al mismo tiempo que el de la esposa.

## Análisis
Como en el retrato de la esposa, Goya se aleja de la tradición velazqueña para acercarse a los retratistas ingleses contemporáneos. El carácter alegre y pícaro del conde es perfectamente captado en este uno de los mejores retratos de Goya.
El retratado aparece de pie, de cuerpo entero ante un paisaje, elegante y con aire altivo y gallardo. Los ojos mirando a la izquierda, a lo lejos. El rostro apuesto y juvenil del conde de 24 años aparece enmarcado por las patillas y el sombrero bicornio. Los tonos negros y blancos son los dominantes en la composición. 